# Josef Lang (Politiker, 1902)
Josef Lang genannt Jola (* 5. April 1902 in Érkenéz, Siebenbürgen, Österreich-Ungarn; † 10. September 1973 in Frankfurt am Main) war ein deutscher Buchhändler und sozialistischer Widerstandskämpfer gegen den Nationalsozialismus, Emigrant und regionales SPD-Vorstandsmitglied.

## Leben
Josef Lang war ein Sohn des Landwirts Samuel Lang und dessen Ehefrau Fannie, er hatte sieben Geschwister. Lang wuchs bei orthodox jüdischen Verwandten in Mainz auf und  besuchte die Mittelschule. Er absolvierte in Frankfurt am Main und in Berlin eine Ausbildung als Buchhändler und arbeitete im Anschluss in dem Beruf. 1920 wurde er Mitglied der Kommunistischen Arbeiterpartei Deutschlands (KAPD). Danach war er in der KPD, aus der er 1929 ausgeschlossen wurde. Lang wurde Mitglied der Kommunistischen Partei-Opposition (KPO), dort gehörte er zum Führungskreis der Minderheitsfraktion. Seit 1930 war er selbstständiger Buchhändler in Berlin. Nach dem Parteiausschluss aus der KPO trat er in die Sozialistische Arbeiterpartei Deutschlands (1931) ein und engagierte sich gegen den aufkommenden Nationalsozialismus. In Berlin war er Vorsitzender einer SAP-Ortsgruppe und gewerkschaftlich im Zentralverband der Angestellten aktiv. Mit seiner späteren Ehefrau Erna und Walter Fabian  war er Koordinator der Untergrundarbeit der SAP. 1933 wurde er deswegen verhaftet, aufgrund seiner ungarischen Staatsangehörigkeit aber wieder freigelassen. 1934 floh er vor der drohenden Verfolgung in die Tschechoslowakei. Dort war er als Buchhändler und Vertreter für deutschsprachige Literatur der Verlage Oprecht (Zürich), Allert de Lange Verlag (Amsterdam) und Gottfried Bermann Fischer (Stockholm) tätig. Seit 1938 lebte er in Frankreich und arbeitete im Buchverleih. Nach Kriegsbeginn war er von Mai bis Oktober 1940 in Montauban interniert, Im Dezember 1940 flüchtete er über Lissabon per Schiff mit Notvisum in die USA. In Manhattan betrieb er mit seiner Frau ein Textilgeschäft. Dort befand sich auch die Geschäftsstelle der International Rescue and Relief Committee (IRRC), das Geld- und Sachspenden für leidende Antifaschisten im Nachkriegsdeutschland sammelte.
Im August 1950 kam er nach Deutschland zurück, wo er sich 1952 der Sozialdemokratischen Partei Deutschlands (SPD) anschloss. Lang wurde in den Vorstand des Unterbezirks Frankfurt am Main gewählt. Beruflich orientierte er sich wieder als Buchhändler und leitete die Buchhandlung des DGB-eigenen Bund-Verlages im Frankfurter Gewerkschaftshauses. Er machte sie zu einer Diskussionsstätte von Gewerkschaftern, Politikern und Verlegern aus Frankfurt, Hessen und weit darüber hinaus. Lang gehörte zum engsten Freundeskreis Otto Brenners. Er war über Jahre Stellvertreter des späteren Frankfurter Oberbürgermeisters Walter Möller im Vorsitz der Frankfurter SPD.
Josef Lang war verheiratet mit Erna Lang.

## Nachlass
Der Nachlass von Josef Lang, betreffend den Zeitraum 1939 bis 1973, im Umfang von vier laufenden Metern befindet sich im Archiv der Friedrich-Ebert-Stiftung.